# La Villa, Guerrero
La Villa är en ort i Mexiko.   Den ligger i kommunen Chilapa de Álvarez och delstaten Guerrero, i den sydöstra delen av landet, 220 km söder om huvudstaden Mexico City. La Villa ligger 2 094 meter över havet och antalet invånare är 380.
Terrängen runt La Villa är lite bergig. Runt La Villa är det ganska glesbefolkat, med 43 invånare per kvadratkilometer. Närmaste större samhälle är Ixcatla, 10,6 km sydväst om La Villa. I omgivningarna runt La Villa växer huvudsakligen savannskog.